# Liste des maires de Catillon-sur-Sambre
Liste des maires de Catillon-sur-Sambre
- Note aux lecteurs : il se peut que certaines dates ne soient pas exactes à quelques jours près

## Liste des maires
| Période            | Période           | Identité                | Étiquette | Qualité |
| ------------------ | ----------------- | ----------------------- | --------- | --- |
|                    |                   | Constant Gressier       |           | Brasseur, cité comme mayeur en 1789 |
|                    | 1792              | Jean Antoine Mortier    |           | Fermier laboureur, cité comme maire en 1791 |
|                    |                   | Laurent Béthune         |           | Cité comme maire en 1792 |
|                    |                   | Pierre Antoine Denise   |           | Cité comme maire en 1792, en exécution de la loi du 20 octobre 1792, c'est lui qui, le 16 décembre 1792, tint le premier registre d'État civil de la commune qui était, jusqu'à cette date, tenu par les curés du village |
| 1802               |                   | Marc Béthune            |           | Cultivateur et marchand de fil |
| 23 mars 1805       | 8 février 1808    | Antoine Debarbieux      |           | |
| 9 février 1808     | 21 septembre 1830 | Marc Béthune            |           | Cultivateur et marchand de fil |
| 1er octobre 1830   | 30 août 1833      | Constant Bera           |           | Marchand de bois |
| 1er septembre 1833 | 31 mars 1836      | Alexandre Mairesse      |           | Cultivateur et meunier |
| 1er avril 1836     | 9 janvier 1838    | François Denise         |           | Cultivateur |
| 15 janvier 1838    | 9 août 1843       | François Besançon       |           | Marchand de bois, c'est sous son mandat que la commune de La Groise fut créée |
| 4 octobre 1843     | 15 septembre 1846 | Chrisostome Lombois     |           | Géomètre |
| novembre 1846      | février 1848      | Bénoni Marchand         |           | Brasseur |
| 1848               | 1850              | Alex Mairesse           |           | |
| 1851               | 1852              | Achille Fleuru          |           | |
| 1853               | 10 août 1853      | Bénoni Marchand         |           | Brasseur |
| 11 août 1853       | 7 août 1855       |                         |           | Le maire et les adjoints sont portés démissionnaires |
| 8 août 1855        | juillet 1863      | Léopold Bricout         |           | Cultivateur |
| novembre 1863      | juin 1865         | Louis Joseph Hennequart |           | |
| novembre 1865      | 28 juin 1871      | Auguste Valéry Druon    |           | |
| 6 novembre 1871    | 1883              | Émile Lombois           |           | |
| 1883               | 1884              | M, Fleuru-Contesse      |           | Décédé en cours de mandat |
| 1884               | 21 février 1900   | M. Fleuru-Lefebvre      |           | Cultivateur, décédé en cours de mandat |
| 22 février 1900    | 4 juin 1900       | Eugène Béthune-Vinchon  |           | Premier adjoint faisant fonction de maire |
| 5 juin 1900        | 30 avril 1908     | Gaston Delvallez        |           | Notaire |
| 23 mai 1908        | 18 juillet 1911   | Aimé Douchez            |           | Brasseur, démissionne |
| 19 juillet 1911    | 18 mai 1912       | Abdon Pruvot            |           | |
| 19 mai 1912        | 30 août 1914      | Eugène Lécluse          |           | Pharmacien, mobilisé au début de la Première Guerre mondiale |
| 1er septembre 1914 | 19 novembre 1919  | Anatole Dambrine        |           | Premier adjoint, faisant fonction de maire |
| 20 novembre 1919   | 5 mai 1935        | Eugène Lécluse          |           | Pharmacien |
| 6 mai 1935         | 1944              | Cyrille Leblon          |           | Cultivateur, décédé en cours de mandat |
| 1944               | 16 décembre 1944  | Julien Lemaire          |           | Cultivateur, premier adjoint faisant fonction de maire |
| 16 décembre 1944   | 13 mai 1945       | Eugène Pamart           |           | Cultivateur, préside une délégation municipale |
| 14 mai 1945        | 15 mars 1959      | René Collery            |           | Cultivateur |
| 16 mars 1959       | 4 février 1970    | Marcel Basquin          |           | Cultivateur, démissionne pour raisons de santé |
| 1er mars 1970      | 30 mars 1971      | Paul Silvain            |           | Négociant en matériaux, premier adjoint faisant fonction de maire |
| 31 mars 1971       | 11 mars 1989      | Paul Silvain            |           | Négociant en matériaux |
| 12 mars 1989       | 19 mars 1995      | Yves Marie Szymusiak    |           | Chargé de missions |
| 20 mars 1995       | 16 mars 2008      | Philippe Ducroux        |           | Négociant en matériaux |
| 17 mars 2008       | 18 mars 2014      | Philippe Ducroux        |           | Retraité |

## Compléments